# Anna d'Este
Anna d'Este, på franska Anne d’Este, född 16 november 1531 i Ferrara, död 17 may 1607 i Paris, var en politiskt aktiv fransk (ursprungligen italiensk) adelskvinna, hertiginna av Aumale och hertiginna av Nemours och Genevois.  Hon utövade ett betydande inflytande vid det franska hovet och spelade en viktig roll under de franska religionskrigen; hon var en nära vän till drottning Katarina av Medici och anses bära ansvaret för attentatet mot Gaspard de Coligny, som utgjorde startpunkten på Bartolomeinatten 1572. 

## Biografi
Anna var dotter till Ercole II d'Este, hertig av Ferrara och Modena, och Renée av Frankrike. Hon gifte sig 1548 med Frans av Guise (1519–1551), hertig av Aumale, och 1566 med prins Jacques av Savojen (1531–1585), hertig av Nemours. Anna växte upp i Ferrara, där hon studerade musik, dans, sång och historia. 
Hon gifte sig efter långa förhandlingar med Frans av Guise den 16 december 1548 i Saint-Germain-en-Laye utanför Paris. I egenskap av dotterdotter till en fransk kung räknades hon till det franska kungahuset, genom äktenskap var hon medlem av den mäktiga klanen Guise, och som italienare blev hon en nära vän till drottning Katarina de Medici.  År 1550 blev hertiginna av Guise vid sin svärfars död och administrerade då släkten de Guises stora egendomar med sin svärmor, Antoinette de Bourbon. Hennes position vid det franska hovet var stark, och hon agerade ofta diplomat och medlare mellan Ferrara och Frankrike. 
År 1563 mördades hennes man i ett attentat. Hon utpekade Gaspard de Coligny som den skyldige och försökte få honom dömd, men han blev förklarad oskyldig 1566. Många utpekade henne som skyldig till det attentat mot Coligny som utlöste Bartolomeinatten 1572. Efter sitt andra äktenskap delade hon sin tid mellan makens hem i Annecy i Savojen, där hon agerade medlare mellan maken och Savojens monark, och det franska hovet, där hon intog en plats i hovceremonierna och arbetade för sina söners karriärer. 
Vid sin andre makes död 1585 flyttade hon till Hôtel de Nemours i Paris, där hon fick en framskjuten ställning som medlem av sönernas katolska liga. Hon fängslades av Henrik III 1588–1589, och ryktades ligga bakom mordet på honom.  Anna erkändes som drottningmoder av katolska ligan i Paris under belägringen 1590, och var då ligans de facto ledare.
Hon erkände 1594 Henrik av Navarra som Frankrikes monark och försökte också övertala sina söner att ge upp. Hon var under sina sista år hovmästarinna åt drottning Maria de Medici.

## Barn
Med Frans av Guise: 
1. Henrik I av Guise (1550–1588)
2. Catherine de Guise (1552–1596), gift med Louis II, hertig av Montpensier.
3. Charles de Lorraine, hertig av Mayenne (1554–1611)
4. Louis II, kardinal av Guise (1555–1588), ärkebiskop av Reims
5. Antoine (1557–1560)
6. François (1559–1573)
7. Maximilien (1562–1567)

Med Jacques av Savojen: 
1. Charles Emmanuel, prins av Genevois, hertig av Nemours (1567–1595)
2. Marguerite (1569–1572)
3. Henrik, Markis av Saint-Sorlin, hertig av Nemours (1572–1632)